# 10098 Jaymiematthews
10098 Jaymiematthews eller 1991 SC1 är en asteroid i huvudbältet som upptäcktes den 30 september 1991 av den australiensiske astronomen Robert H. McNaught vid Siding Spring-observatoriet. Den är uppkallad efter den kanadensiske astrofysikern Jaymie Matthews.
Asteroiden har en diameter på ungefär 9 kilometer och den tillhör asteroidgruppen Eos.